# Ahasverus rectus
Ahasverus rectus es una especie de coleóptero de la familia Silvanidae.

## Distribución geográfica
Habita en el sur de los Estados Unidos.